# Aequationes Mathematicae
Aequationes Mathematicae es una revista matemática. Se dedica principalmente a ecuaciones funcionales, pero también publica artículos sobre sistemas dinámicos, combinatoria y geometría.  Además de publicar periódicamente artículos en revistas sobre estos temas, también informa periódicamente sobre simposios internacionales sobre ecuaciones funcionales y produce bibliografías sobre el tema. 
János Aczél fundó la revista en 1968 en la Universidad de Waterloo, en parte debido a los largos retrasos en la publicación de hasta cuatro años en otras revistas en el momento de su fundación.   Actualmente lo publica Springer Science+Business Media, con Zsolt Páles de la Universidad de Debrecen como editor jefe. János Aczél sigue siendo su editor jefe honorario. 
A partir de 2016, SCImago Journal Rank la incluyó como una revista de matemáticas del segundo cuartil.